# Цзоу Шимін
Цзоу Шимін (кит. трад. 鄒市明, спр. 邹市明, піньїнь Zōu Shìmíng, 18 травня 1981) — професійний китайський боксер, дворазовий олімпійський чемпіон, триразовий чемпіон світу серед аматорів, чемпіон світу за версією WBO (2016-2017) у найлегшій вазі.

## Аматорська кар'єра
Першого великого успіху Цзоу Шимін досяг на чемпіонаті світу 2003, на якому він виборов срібну нагороду, здобувши перемогу в півфіналі над філіппінцем Гаррі Танамор — 21-13 і програвши в фіналі росіянину Сергію Казакову — 19-23.
2004 року на чемпіонаті Азії Шимін став другим.
На першій своїй Олімпіаді 2004 Шимін переміг трьох суперників, але в півфіналі програв кубинцю Яну Бартелемі — 17-29, задовольнившись бронзовою нагородою.
На чемпіонаті світу 2005 в чвертьфіналі Шимін взяв реванш у Яна Бартелемі — 12-10 і, вигравши в фіналі у угорця Пала Бедака — 31-13, став чемпіоном світу.
2006 року переміг чотирьох суперників і став чемпіоном Азійських ігор.
2007 року Шимін знов був другим на чемпіонаті Азії, але в Чикаго вдруге став чемпіоном світу, у фіналі здолавши Гаррі Танамор — 17-3.
На Олімпійських іграх 2008 переміг всіх суперників, серед них Біржана Жакипова (Казахстан), Педді Барнса (Ірландія), Пуревдоржийн Сердамба (Монголія), і став олімпійським чемпіоном.
2010 року Шимін вдруге став переможцем Азійських ігор, а 2011 року — втретє чемпіоном світу.
На Олімпійських іграх 2012 Шимін став дворазовим олімпійським чемпіоном. Серед переможених ним знов були Біржан Жакипов і Педді Барнс.

### Виступи на Олімпіадах
| Олімпіада   | Дисципліна | Місце |
| ----------- | ---------- | ----- |
| Афіни 2004  | до 48 кг   | 3     |
| Пекін 2008  | до 48 кг   | 1     |
| Лондон 2012 | до 48 кг   | 1     |

## Професіональна кар'єра
7 березня 2015 року програв за очками бій за звання чемпіона IBF діючому чемпіону тайцю Амнату Руенроенгу.
5 листопада 2016 року виграв одностайним рішенням вакантний титул чемпіона WBO у найлегшій ваговій категорії в бою проти тайця Прасітсака Фапрома.
В першому захисті титулу 28 липня 2017 року програв технічним нокаутом японцю Шо Кімурі і невдовзі через проблеми з оком завершив боксерську кар'єру.